# Manuel Machuca
Manuel Hernán Machuca Berríos (* 6. Juni 1924; † 26. Februar 1985 in Santiago de Chile) war ein chilenischer Fußballspieler. Er nahm mit der Nationalmannschaft seines Landes an der Fußball-Weltmeisterschaft 1950 teil.

## Karriere

### Verein
Machuca begann bei Deportivo Los Bohemios mit dem Fußballspielen. Von dort wechselte er zum CSD Colo-Colo, wo er 1946 in der ersten Mannschaft debütierte. Mit Colo-Colo gewann er 1947 die nationale Meisterschaft. 1952 war er für eine Spielzeit bei CD Green Cross aktiv.

### Nationalmannschaft
Ohne zuvor ein Länderspiel bestritten zu haben, wurde Machuca für das Campeonato Sudamericano 1947 nominiert. Bei diesem Turnier bestritt er am 6. Dezember 1947 im Auftaktspiel gegen Uruguay sein erstes Spiel für die chilenische Nationalmannschaft. Auch beim Campeonato Sudamericano 1949 stand er im chilenischen Aufgebot. Wie bereits zwei Jahre zuvor wurde er in allen Turnierspielen eingesetzt.
Anlässlich der Weltmeisterschaft 1950 in Brasilien wurde Machuca in das chilenische Aufgebot berufen. Er kam im letzten Gruppenspiel beim 5:2 gegen die USA zum Einsatz. Es war sein letztes von 19 Länderspielen, in denen er ohne Torerfolg blieb. Chile schied als Gruppendritter nach der Vorrunde aus. 

## Erfolge
- Chilenische Meisterschaft: 1947